# Pseudopaludicola boliviana
Pseudopaludicola boliviana är en groddjursart som beskrevs av Parker 1927. Pseudopaludicola boliviana ingår i släktet Pseudopaludicola och familjen Leiuperidae. IUCN kategoriserar arten globalt som livskraftig. Inga underarter finns listade i Catalogue of Life.